# Ferrera
Ferrera (rätoromanska Farera) är en kommun i regionen Viamala i den schweiziska kantonen Graubünden. Den har 82 invånare (2023) och motsvarar geografiskt Ferreratal (Val Farera), en sidodal till Schams (Schons) som genomflyts av Averserrhein, vilken i Schams rinner ut i Hinterrhein. 
Ferrera delades 1837 i två kommuner: Innerferrera (Calantgil) och Ausserferrera (Farera), var och en bestående av respektive by med samma namn, samt tillhörande fäbodar. 2008 återförenades kommunen. Noterbart är att namnen på såväl Ausserferrera som hela Ferrera i rätoromanskt språkbruk är desamma.

## Språk
Det traditionella språket var, liksom i hela distriktet, sutsilvansk rätoromanska. Under 1900-talet började dock tyska språket vinna insteg, och efter mitten av århundradet var de tyskspråkiga i majoritet. År 2000 hade rätoromanskan i stort sett försvunnit från Ferrera. 

## Religion
Kyrkan är sedan 1530-talet reformert. Genom inflyttning finns numera en betydande katolsk minoritet som söker kyrka i Andeer.

## Utbildning
Kommunen har ingen egen skola. Låg- och mellanstadieeleverna undervisas i Andeer, där skolan är tyskspråkig, med rätoromanska som skolämne. Högstadieeleverna går på den tyskspråkiga skolan i Zillis.

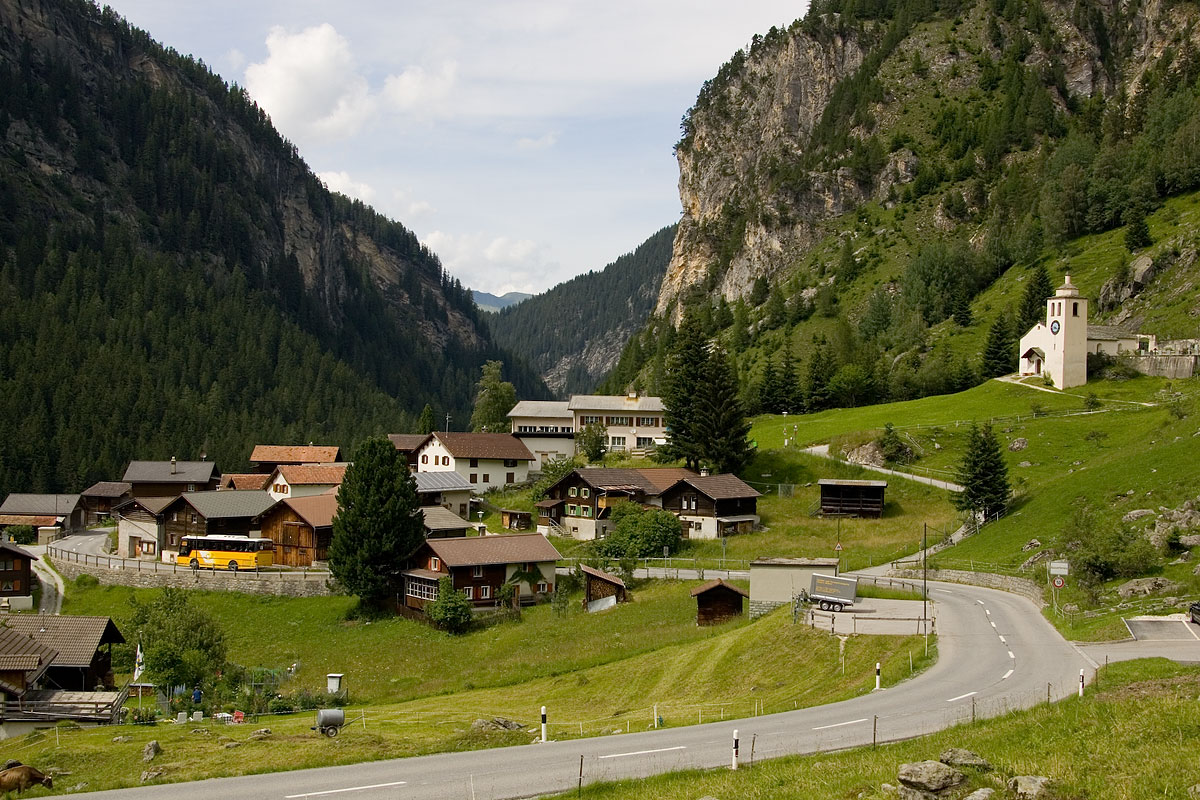
Ausserferrera